# Meiospora
La meiospora è una qualsiasi spora prodotta per meiosi di una cellula diploide ("cellula madre" della spora). Le meiospore sono importantissime nella riproduzione delle piante. In queste sono prodotte dallo sporofito e danno origine ai gametofiti.
Nelle piante inferiori, le meiospore sono contenute negli sporangi di solito portati all'apice o all'ascella di ramificazioni. Nel caso delle piante superiori, i gametofiti che si originano sono il polline e gli ovuli.